# Джон Кейс
Джон Кейс (на английски: Jonh Case) е псевдоним на Джим (1942) и Каролин (1943-2007) Хоугън, американци, съпруг и съпруга, живеещи и пишещи в САЩ.

## Обща биография
Джим и Каролин Хоугън завършват Университета на Уисконсин и се женят през 1966 г. Местят се в чужбина, живеят в Сан Мигел де Алиенде, Мексико, в Миконос, Гърция, Ибиса, Танджер и в Лондон. По-късно живеят в Александрия и Вашингтон от около 1980 до 2006 г., Г-жа Хоугън обича градинарство, ветроходство и прекарва летата в Питсбърг, Мейн. Последно се настаняват в новия си дом в Шарлотсвил. Там написват общо 6 романа, като най-известният е бестселъра „Сянката на Бога“ за интригите на Ватикана. Последният им роман „Танцуващият с духове“ е номинирана за наградата Дашиел Хамет за най-добър криминален роман. Съвместните им романи приключват след смъртта на Каролин Хоугън от рак на 25 февруари 2007 г. в Медицинския център на университета в Шарлотсвил, Вирджиния. Двамата имат две деца – Дейзи и Мат Хоугън.

## За Джим Хоугън
Джим Хоугън е роден в Бруклин, Ню Йорк, през 1942 г. След като се дипломира от университета на Уисконсин става редактор на сп. "Харпърс”, Вашингтон. Автор е на три документалните книги: „Декаденс: Радикална носталгия, нарцисизъм и спад през седемдесетте“ (Decadence: Radical Nostalgia, Narcissism, and Decline in the Seventies, 1975), „Призраците: Частното използване на секретните агенти“ (Spooks: Private Use of Secret Agents, 1979), за американската разузнавателна общност, и „Таен план“ (Secret Agenda, 1984) за скандала „Уотъргейт“. Самостоятелни романи от Хоугън са „Кралството дойде“ (Kingdom Come, 1995) и „Шифърът на Магдалена“ (The Magdalene Cipher, 2006).
Джим Хоугън е репортер на Националното обществено радио и е собственик на компания за документални филми за „Frontline“, „60 Minutes“, „A&E“, и „Discovery Channel“. Награден е като разследващ журналист и телевизионен водещ. Живее в Афтон, Вирджиния.

## За Каролин Хоугън
Каролин Хоугън е родена в Ню Иберия. Завършва Женския колеж на Западно Охайо и с отличие Университета на Уисконсин, където среща съпруга си на филосовски семинар на тема „Свободата, Вярата и Избора“. Зедно живеят и работят заедно обикаляйки света. Като бивш изследовател, фотограф, сервитьорка, шофьор на училищен автобус и домакиня, на основа на натрупания опит, започва да пише романи. Автор е на самостоятелните трилъри „Стрелба в мрака“ (Shooting in the Dark, 1984), „Знамето на Ромео“ (The Flag Romeo, 1989) и „Кръвен роднина“ (Blood Relative, 1992). Те незаслужено остават в сянката на общото творчество с Джим Хоугън.

## Произведения
1. Сянката на бога, The Genesis Code (1997)
2. Конниците на Апокалипсиса, The First Horseman (1998)
3. Синдром, The Syndrome (2001)
4. Осмият ден, The Eighth Day (2002)
5. Убийството като шедьовър, The Murder Artist (2004)
6. Танцуващият с духове, Ghost Dancer (2006)